# КК Улцињ
КК Улцињ је кошаркашки клуб из Улциња, Црна Гора. Основан је 1976. године, а тренутно се такмичи у Првој лиги Црне Горе.

## Играчи
1. Милан Латковић
2. Милош Ђуришић
3. Синишса Тепавчевић
4. Душан Милошевић
5. Александар Радуловић
6. Александар З. Радуловић
7. Радоје Ђурковић
8. Никола Јефтић
9. Стефан Кликовац
10. Ален Ђелошевић
11. Марко Мијовић
12. Данило Михаиловић
13. Милош Крстовић
14. Саша Мијајловиц